# REALIZE (アルバム)
『REALIZE』（リアライズ）は、德永英明の5枚目のスタジオ・アルバム。1989年5月21日に発売された。

## 概要
『DEAR』以来1年1ヶ月ぶりとなるオリジナル・アルバム。
本作が30万枚を突破したことを記念して、GOLD CD『Realize』が限定発売された。

## 制作
ほぼ全曲の編曲を瀬尾一三が担当。
これまではラブソングが多かったが、本作からメッセージソングを歌うようになった。
シングル曲はオリジナル・アルバムでは最多の3曲を収録（「最後の言い訳」、「恋人」、「MYSELF 〜風になりたい〜」）。「最後の言い訳」はアレンジ・ミックスを変更したアルバムバージョンとなっている。
「最後の言い訳」カップリング曲の「今はさよならだけを言うけど」は未収録となった。

## タイアップ
タイアップ曲として、ナショナルエアコンのCM曲「あなたにエオリア」の英語ヴァージョン「You're in the sky 〜Eolia〜」、テレビ東京開局25周年記念映画『ドンマイ』テーマソング「君の青」を収録。

## 収録曲
作曲：德永英明　編曲：瀬尾一三（特記以外）遠山裕（5）
1. 君の青
  - 作詞：篠原仁志　
    - リフレインの後の「La la la」でコーラス、ドラムスやディストーション・ギターが入り盛り上がる曲。
    - 当時出演していたラジオ番組「From C Side」の曲紹介で、アルバムの最後に持ってきそうな曲をあえてアルバム1曲目に持ってきたと本人が語っていた。
2. 眠れない夜
  - 作詞：德永英明
    - 後のベスト・アルバム『INTRO.II』のライナーノーツによると、初めてのメッセージソングとのこと。
    - ラジオ番組「From C Side」の曲紹介では、メッセージソングだが歌詞を具体的にすると身も蓋もなくなってしまうので、詞をあえて抽象的にして、リスナーの想像に任せるようにしたと語っている。
3. ラバーズ
  - 作詞：篠原仁志
    - 後のシングル『夢を信じて』のカップリング曲としてリカットされた。
4. You're in the sky 〜Eolia〜
  - 作詞：竜真知子　
    - ラジオ番組「From C Side」の曲紹介で、アレンジに凝ってみた、リスナーで音楽をしている人がいれば是非参考にしてほしいと語った。
5. そして星になったよ
  - 作詞：德永英明
    - ラジオ番組「From C Side」の曲紹介で、昭和から平成に変わった日に作った曲とのこと。表記はないがシングルとは別ミックス。
    - 「恋人」のカップリング曲。
6. 恋人
  - 作詞：德永英明　編曲：瀬尾一三
    - 7枚目のシングル。自身の作詞曲で初のシングル表題曲となった。表記はないがシングルとは別ミックス。
7. コバルトに消えたブルー
  - 作詞：麻生圭子　
    - サックスやギターをフィーチャーしたアップテンポな曲。
8. MYSELF 〜風になりたい〜
  - 作詞：大津あきら　
    - 後に8枚目のシングルとしてリカット。曲のイントロからエンディングまでウッドブロックの音が繰り返されている。
    - ラジオ番組「From C Side」の曲紹介で、バラード風のこの曲でも自身の中ではアップテンポな曲に入る方だという。シングルでは初めて、男女の恋愛以外のことを歌詞にした曲である。
9. 最後の言い訳 (Los Angels Mix)
  - 作詞：麻生圭子　
    - 6枚目のシングル。
    - アルバムバージョンを示す「Los Angels Mix」は、アルバム・ボックス・セット『presence 1986-1998 Complete box』（2002年11月20日発売）が初出。当アルバム発売当初の歌詞ブックレットには「Los Angels Mix」の表記はなかった。
10. 僕の時計
  - 作詞：篠原仁志
    - ラジオ番組「From C Side」の曲紹介で、札幌の時計台をイメージして作った曲とのこと。